# Cửu Phần

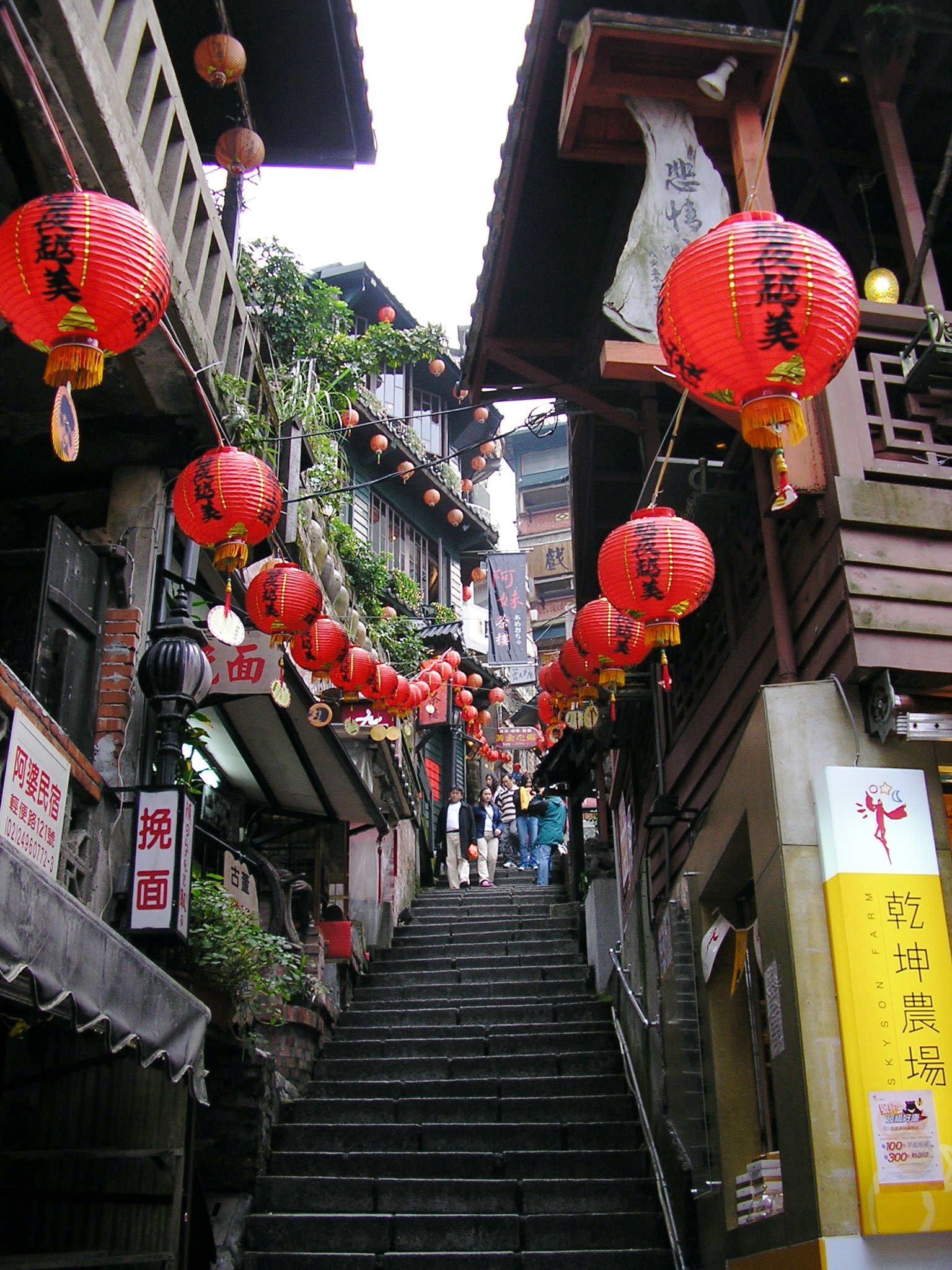
Cửu Phần, Đài Loan.

Cửu Phần (tiếng Trung: 九份; bính âm Hán ngữ: Jiǔfèn; bính âm thông dụng: Jiǒufèn; Wade–Giles: Chiu3-fen4; Bạch thoại tự: Káu-hūn; nghĩa đen 'chín phần') là một thị trấn miền núi thuộc quận Thụy Phương, thành phố Tân Bắc, Đài Loan. Từng là một địa điểm khai thác vàng ở Đài Loan, ngày nay Cửu Phần được biết tới nhiều nhất như một địa điểm thu hút khách du lịch.

## Lịch sử
Cái tên Cửu Phần của thị trấn xuất phát từ giai đoạn đầu thời Nhà Thanh, khi ngôi làng miền núi này chỉ có chín hộ dân. Cửu Phần bắt đầu trở nên đông đúc vào cuối đời Nhà Thanh khi việc nghề khai thác vàng trở nên phổ biến ở hòn đảo này, đặc biệt là từ năm 1890 khi công nhân phát hiện ra vụn vàng khi xây dựg tuyến đường sắt Đài Bắc-Cơ Long chạy qua gần khu vực Cửu Phần và năm 1893 khi khu đãi vàng dưới chân các ngọn đồi của Cửu Phần bắt đầu tìm được vàng với sản lượng tới vài kg một ngày. Thị trấn vàng Cửu Phần trở nên đặc biệt phồn thịnh trong thời gian Đế quốc Nhật Bản chiếm đóng Đài Loan. Bởi vậy ngày nay kiến trúc Cửu Phần vẫn còn mang nhiều đặc điểm của thời kì thuộc địa với rất nhiều nhà trọ kiểu Nhật Bản vẫn còn hoạt động. Trong thời gian Chiến tranh thế giới thứ hai, một trại tù binh mang tên Kinkaseki (nay là Kim Qua Thạch, 金瓜石) được lập nên ở đây để giam giữ các tù binh quân Đồng Minh bị bắt giữ sau Trận Singapore. Các hoạt động khai thác vàng ở Cửu Phần bắt đầu giảm dần sau Thế chiến và khu mỏ bị đóng cửa vào năm 1971, khiến thị trấn này dần rơi vào quên lãng.
Địa danh Cửu Phần bắt đầu được nhắc tới trở lại vào năm 1989 khi bộ phim Bi tình thành thị của đạo diễn Hầu Hiếu Hiền trở thành một tác phẩm ăn khách của Điện ảnh Đài Loan. Nói về một đề tài vốn bị coi là cấm kị trong nhiều năm là vụ Thảm sát ngày 28 tháng 2 của Quốc Dân Đảng, một trong số các bối cảnh chính của Bi tình thành thị là Cửu Phần. Bởi vậy công chúng bắt đầu quan tâm trở lại tới thị trấn này và Cửu Phần trở thành một địa điểm du lịch có tiếng với các tiệm cà phê, lầu trà, quán bán đồ lưu niệm mang phong cách hoài cổ theo kiểu Bi tình thành thị. Năm 2011 danh tiếng của Cửu Phần được biết tới ở tầm quốc tế sau khi bộ phim hoạt hình Nhật Bản Spirited Away của đạo diễn Miyazaki Hayao có nhiều bối cảnh lấy cảm hứng từ thị trấn này.

Toàn cảnh Cửu Phần.

## Hình ảnh

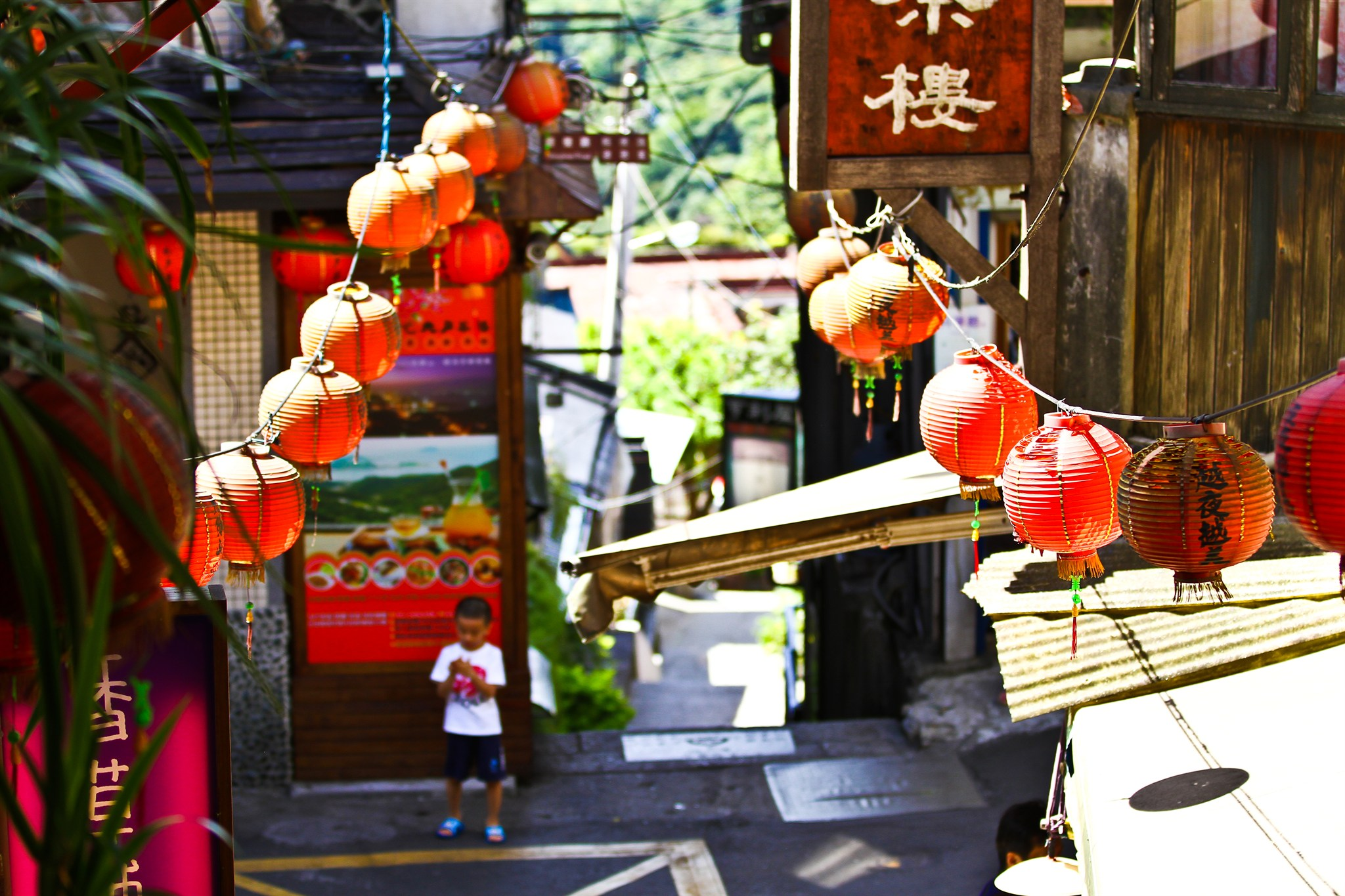
Cửu Phần, Đài Loan
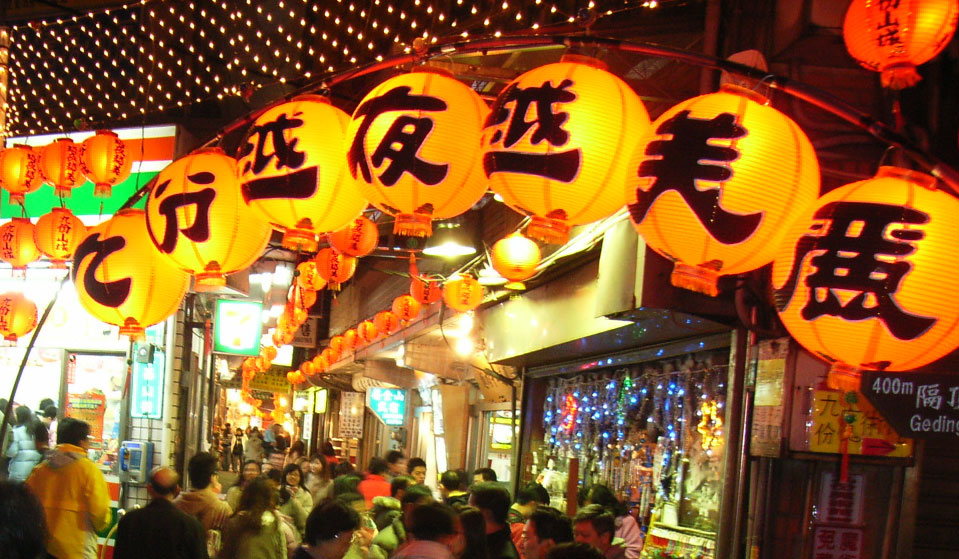
Buổi tối Cửu Phần
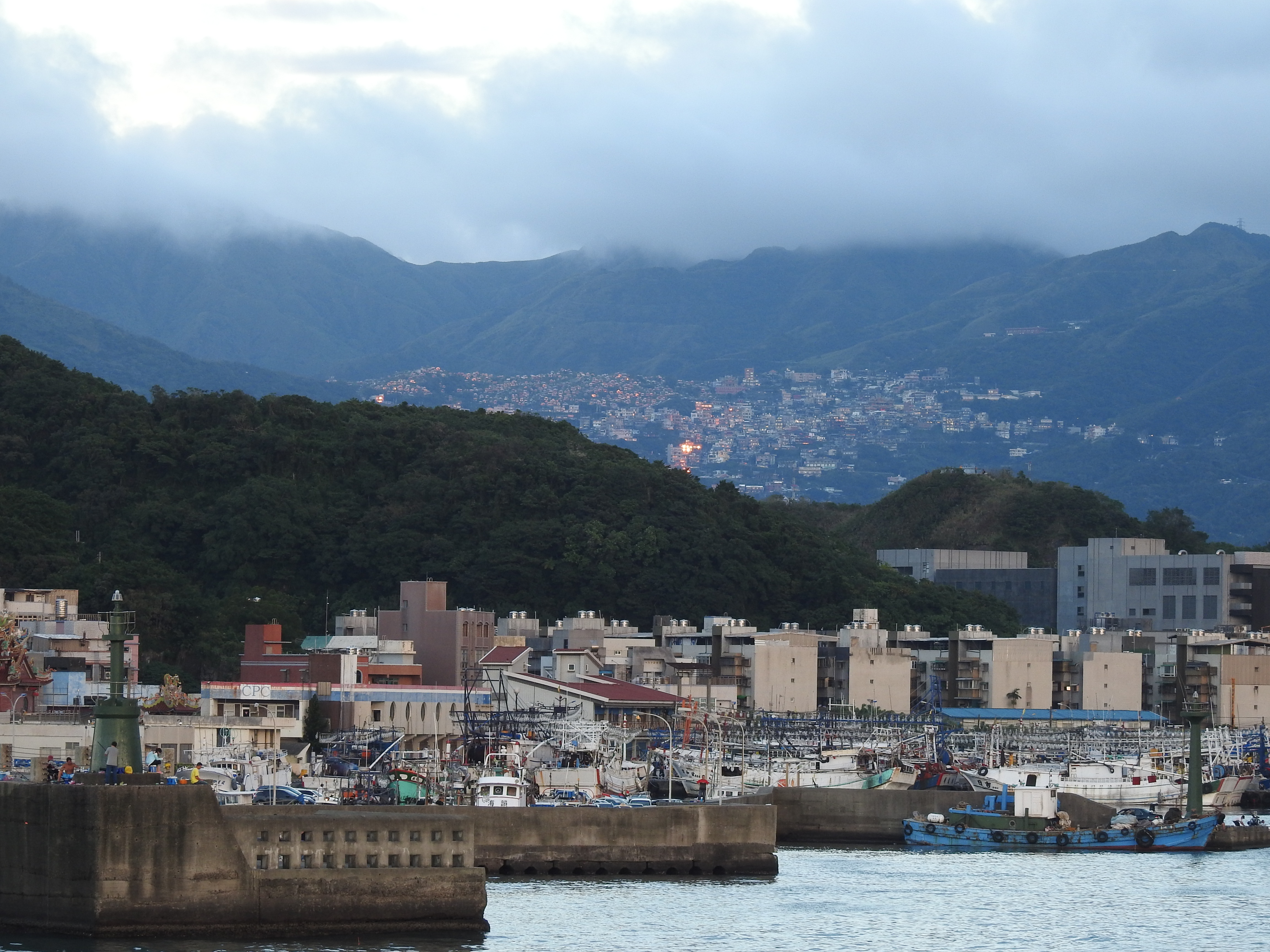
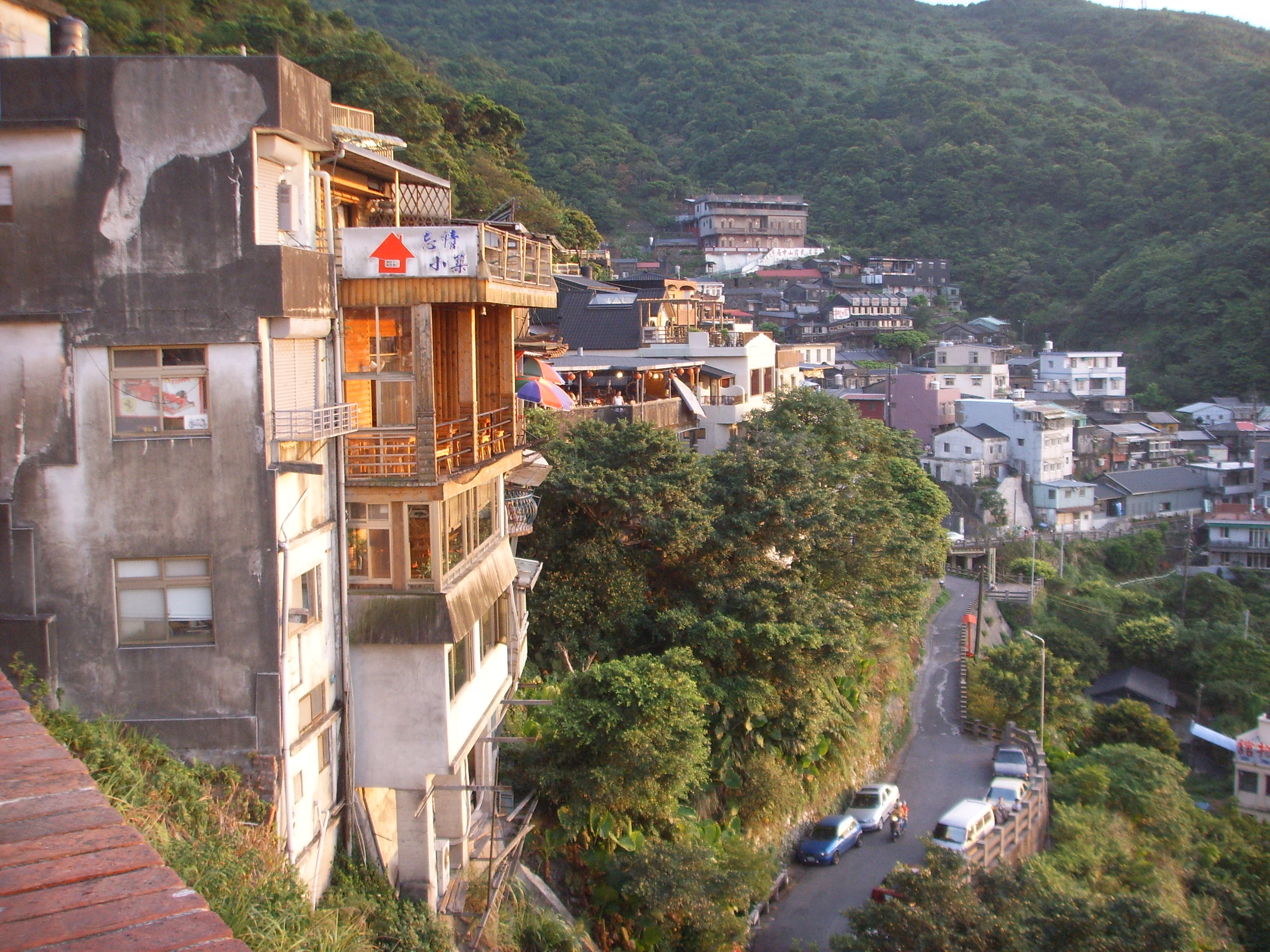
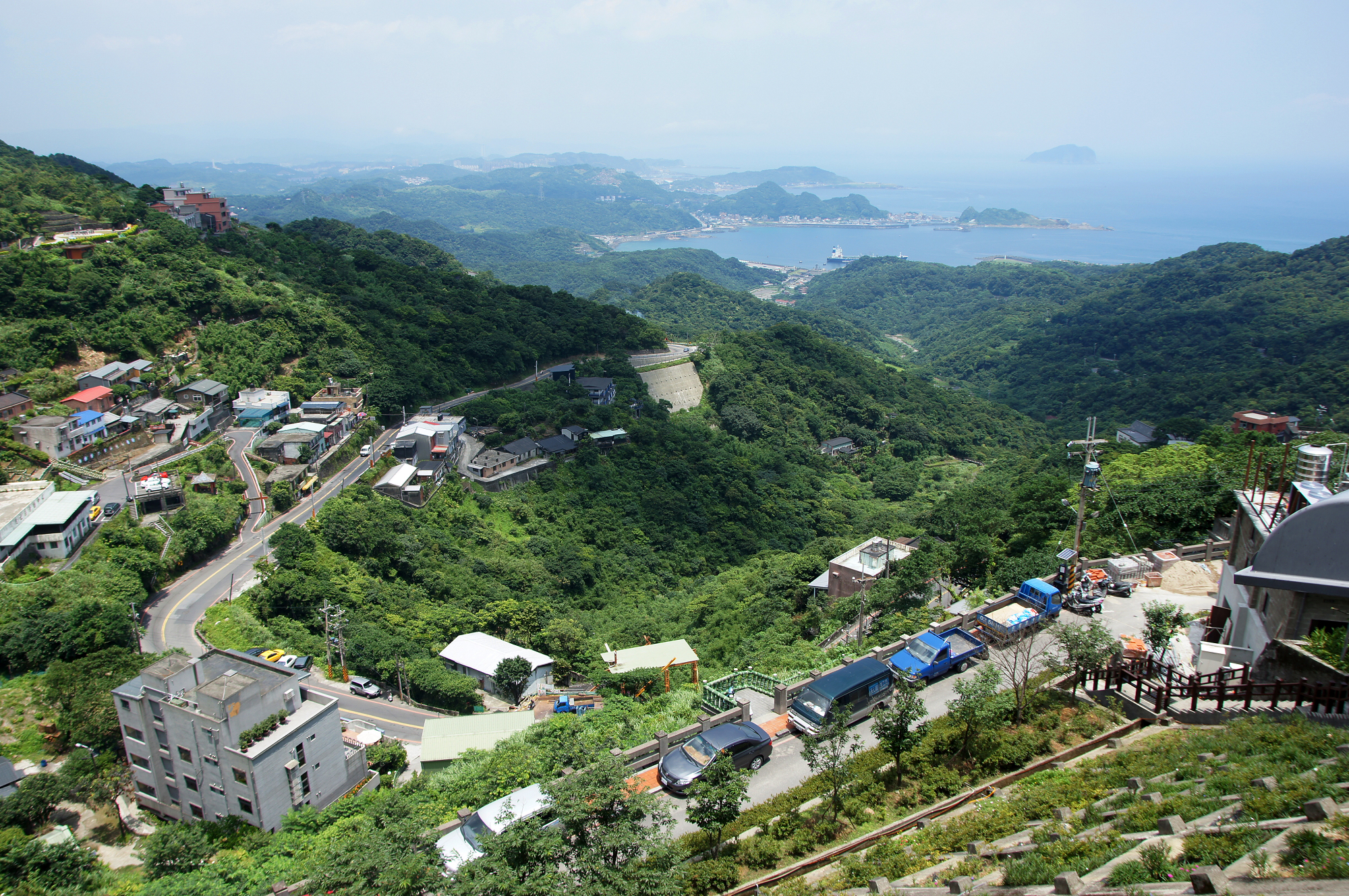
Khung cảnh núi non Cửu Phần
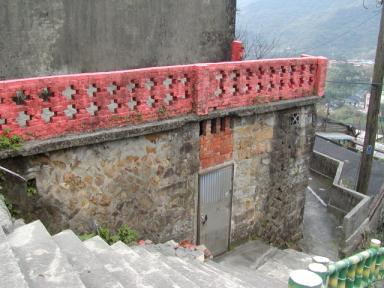
Kiến trúc truyền thống
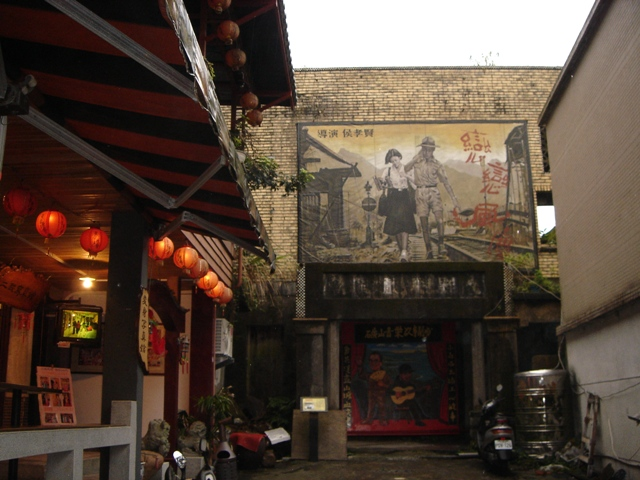
Thăng Bình Hí Viện
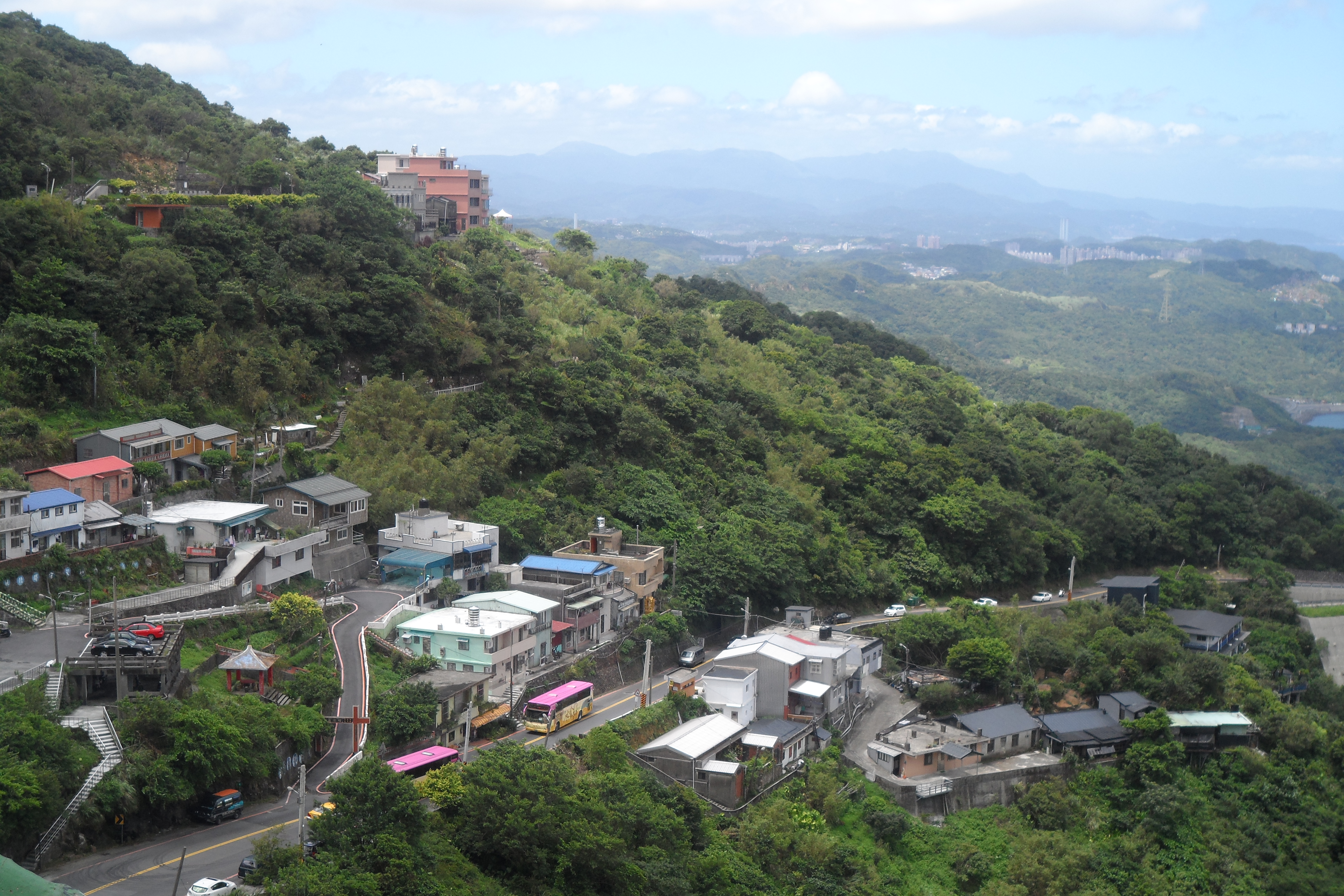
Toàn cảnh
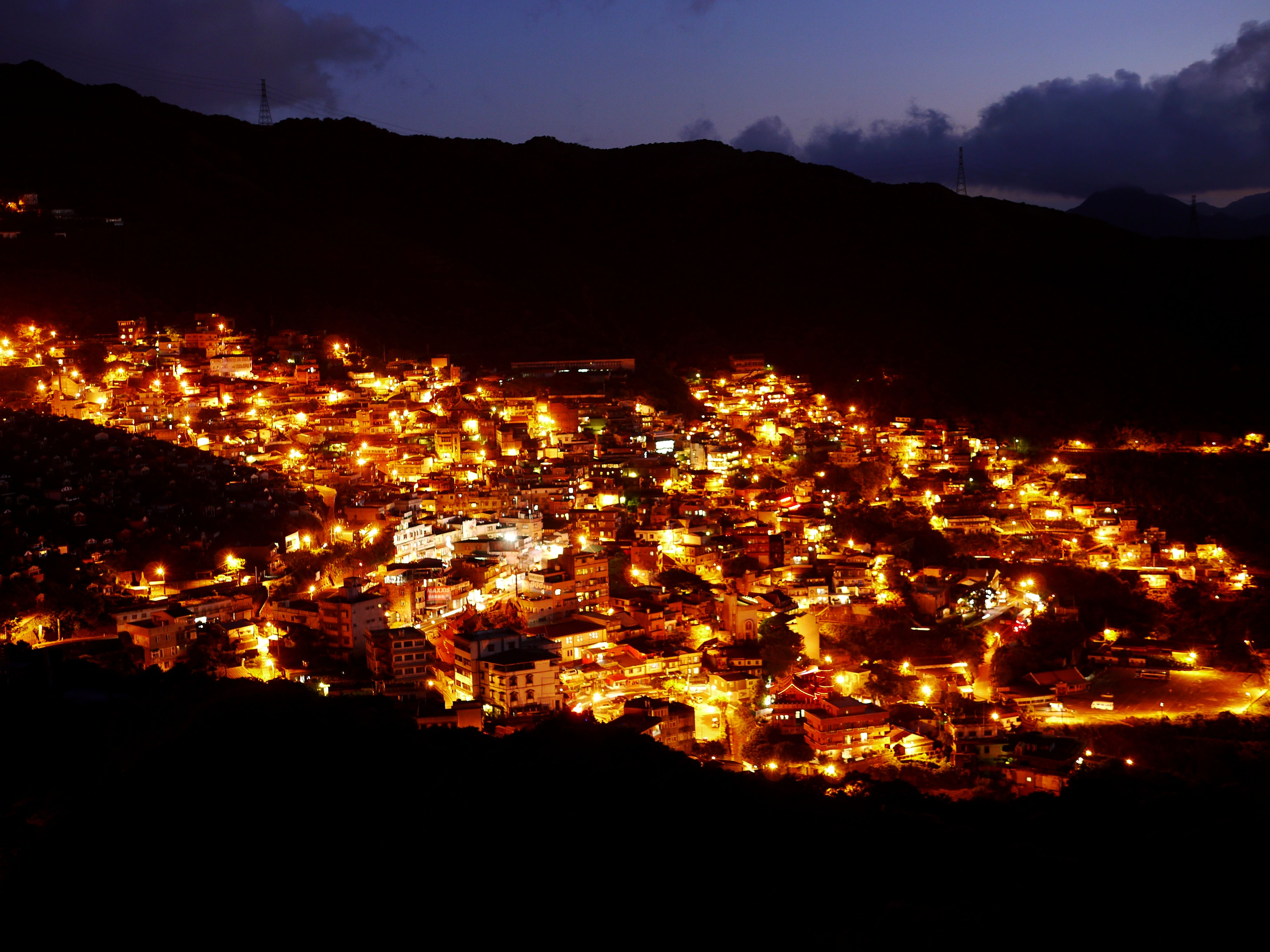
Cảnh đêm của Cửu Phần từ Núi Cơ Long năm 2013